# Jostein Gaarder
Jostein Gaarder, (Oslo 8. kolovoza 1952.), norveški je pisac i scenarist.
Studirao je skandinavske jezike i teologiju a kratko vrijeme podučava filozofiju i religiju.
Poslije tog započinje spisateljsku karijeru.  Piše Misterij igraćih karata 1990. a zatim Sofijin svijet 1993., knjiga koja je prevedena na 53 jezika i prodana u nakladi od 26 milijuna primjeraka što je čini najprodavanijom svjetskom knjigom 1996. godine.
Gaarder 1997. godine zajedno sa svojom suprugom utemeljio je nagradu "Sofija". Nagrada se dodjeljuje osobama koje su bile požrtvovne u zaštiti prirode kao i razvoju.